# Estação Urdaneta
A Estação Urdaneta é uma das estações do VLT de Guadalajara, situada em Guadalajara, entre a Estação Unidad Deportiva e a Estação 18 de Marzo. Administrada pelo Sistema de Tren Eléctrico Urbano (SITEUR), faz parte da Linha 1.
Foi inaugurada em 1º de setembro de 1989. Localiza-se no cruzamento da Avenida Cólon com a Avenida Fray Andrés de Urdaneta. Atende o bairro Fraccionamiento Cólon Industrial.